# Col du Galibier
Der Col du Galibier ist ein Gebirgspass (französisch col) in den Französischen Alpen. Die über den Pass östlich des Grand Galibier (3228 m) führende Straße (Départementsstraße D 902) wurde 1876 erbaut und ist mit einer Höhe von 2642 m (nach älteren Angaben 2645 m) mit Stand Herbst 2007 der fünfthöchste asphaltierte durchgehende Straßenpass in den Alpen. Im Norden vorgelagert ist der Col du Télégraphe, im Süden der Col du Lautaret.

## Bedeutung des Passes
Die über den Pass führende Straße verbindet die beiden Départements Savoie im Norden und Hautes-Alpes im Süden, deren Grenze auf der Passhöhe verläuft. Damit trennt der Galibier auch die Region Auvergne-Rhône-Alpes im Norden von der Region Provence-Alpes-Côte d’Azur im Süden. 
Über den Galibier verläuft auch die Grenze der (früheren) Gebiete des Frankoprovenzalischen und des Okzitanischen, diese kulturelle Grenze ist auch an der Bauweise der Häuser sichtbar. Zusätzlich verläuft über den Pass die Klimagrenze zwischen dem feuchteren nordalpinen und dem trockeneren mediterranen Klima.

## Geschichte

### Eröffnung der Passstraße 1876
Nach der Verbreiterung der letzten Kehren des alten Saumpfades über den Col du Galibier konnte im Jahr 1876 die erste befahrbare Passstraße zwischen dem Maurienne und dem Briançonnais bzw. dem Oisans eröffnet werden. Im Norden beginnt die Passstraße im Wintersportort Valloire, dieser Ort ist nur über den Col du Télégraphe zu erreichen, der dem Galibier vorgelagert ist und Saint-Michel-de-Maurienne mit Valloire verbindet. Im Süden beginnt die Straße hinauf zum Galibier erst auf dem 2057 m hoch gelegenen Col du Lautaret, der Grenoble im Westen mit Briançon im Osten verbindet. Der Kulminationspunkt dieser ersten Passstraße über den Galibier lag damals auf einer Höhe von 2658 m und damit 16 Meter höher als die heutige Passhöhe. Die gesamte Passstraße zwischen Valloire und dem Col du Lautaret ist 24,5 Kilometer lang, davon entfallen 16 Kilometer auf die Nordrampe und 8,5 Kilometer auf die Südrampe. Die Straße über den Galibier wurde zunächst als Naturstraße ausgeführt und erst in neuerer Zeit asphaltiert.

### Bau und Inbetriebnahme des Scheiteltunnels 1890/1891
Weil die Passage des Galibier auch nach dem Bau der Fahrstraße – insbesondere im steilen Gipfelbereich – sehr beschwerlich war, wurde 1890 damit begonnen, einen 363 Meter langen Scheiteltunnel zu errichten, der 1891 eröffnet wurde. Die nur vier Meter breite Röhre ist einspurig und kann deshalb nur abwechselnd in jeweils eine Richtung befahren werden. Der neue Tunnel durchquert das Gebirgsmassiv in einer Höhe von 2556 m, wodurch sich auch der Kulminationspunkt der Galibier-Passstraße gegenüber der alten Passhöhe um 102 Meter verringerte. Durch den neugebauten Tunnel verkürzte sich außerdem die gesamte Passstrecke um 1,5 auf fortan 23 Kilometer Länge. Davon entfielen jetzt 15 Kilometer auf die Nordrampe, 7,5 Kilometer auf die Südrampe und knapp ein halber Kilometer auf den etwa horizontal ausgeführten Scheiteltunnel.
Von 1911 bis 1976 wurde der Scheiteltunnel wiederholt vom Radrennen Tour de France durchfahren.

### Reaktivierung der Scheitelstrecke im Jahr 1976

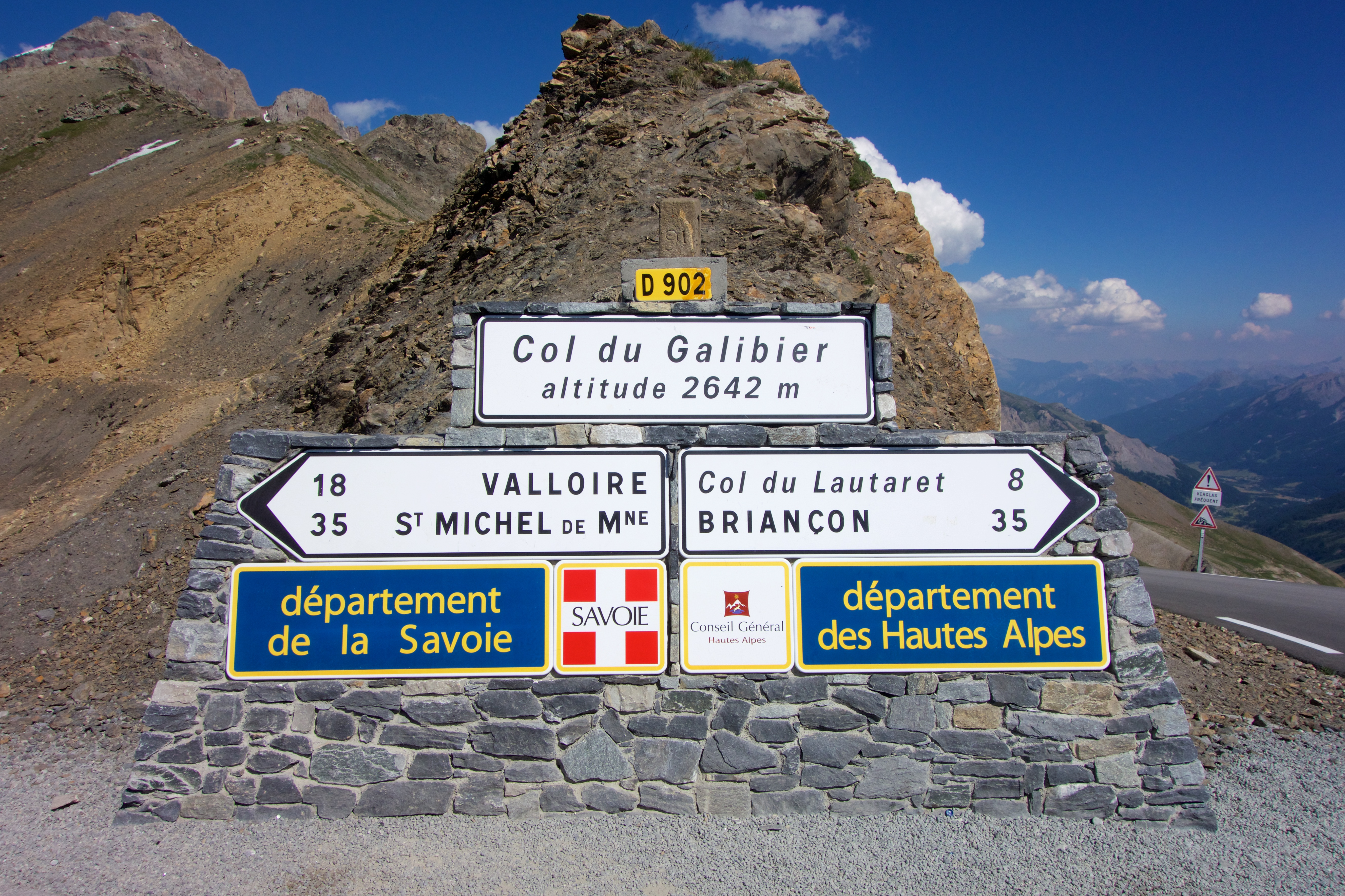
Beschilderung am Scheitelpunkt

Weil der 1890/1891 erbaute Scheiteltunnel im Laufe der Jahre baufällig wurde, entschloss man sich dazu, diesen zu umgehen und reaktivierte dazu die schon in den Jahren 1876 bis 1890 benutzte Scheitelstrecke über die eigentliche Passhöhe. Diese Trasse wurde großzügig ausgebaut und verbindet seit 1976 die beiden Portale des Galibier-Tunnels oberirdisch miteinander. Die Passhöhe wurde zum Teil abgetragen, um ein Plateau für einen kleinen Parkplatz zu schaffen. Deshalb liegt der Kulminationspunkt der Galibier-Passstraße seither auf einer Höhe von 2642 m und damit um 16 Meter tiefer als der historische Passübergang und nur noch 89 Meter höher als der bisher genutzte Tunnel. Der alte Scheiteltunnel wurde nach Fertigstellung der neuen Trasse aus Sicherheitsgründen stillgelegt. Die Passstraße hat seitdem wieder ihre ursprüngliche Länge von 24,5 Kilometern.

### Wiedereröffnung des Tunnels im Jahr 2002

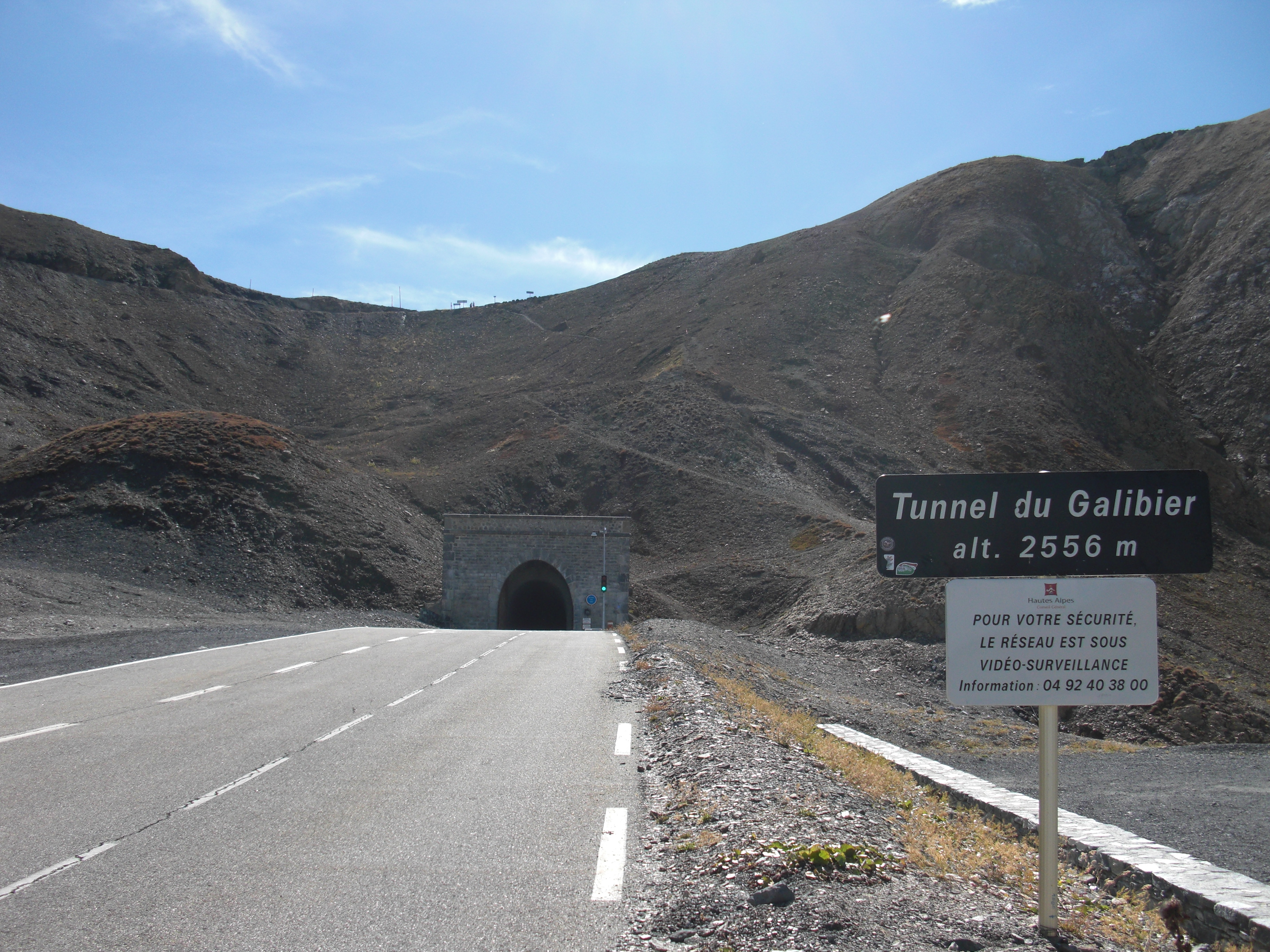
Nordportal des Tunnel du Galibier

Im Jahr 2002 wurde der Galibier-Tunnel nach erfolgter Grundsanierung überraschend wiedereröffnet, seither stehen dem Verkehr über den Galibier im Gipfelbereich zwei Alternativstrecken zur Verfügung. Für Radfahrer ist die Durchfahrt durch den Tunnel seit der Wiedereröffnung jedoch verboten, auch Fußgänger dürfen diesen nicht begehen. Die Ampel, welche auf beiden Seiten des Galibier-Tunnels den abwechselnden Einbahnverkehr durch die Röhre sowie die Einmündung der neuen in die alte Strecke regelt, ist mit ihrer Lage auf 2556 m Höhe die höchstgelegene Lichtsignalanlage Europas. Die gesamte Passstrecke Valloire–Col du Lautaret ist für Fahrzeuge gesperrt, die schwerer als 19 Tonnen oder höher als 4,10 Meter sind. Für die oberirdische Scheitelstrecke gilt zusätzlich ein maximal zulässiges Gesamtgewicht von 3,5 Tonnen, schwerere Fahrzeuge müssen den Tunnel benutzen.

## Die Bergwelt rund um den Col du Galibier
Vom Col du Galibier bzw. der unweit des Passes gelegenen kleinen Anhöhe mit Orientierungsstein bietet sich ein überwältigendes Panorama. Nach Norden schweift der Blick bis zum höchsten Berg der Alpen, dem Mont Blanc. Während der Mont Blanc bereits weit entfernt in den Himmel ragt, stehen im Süden des Passes der höchste und der berühmteste Berg der Dauphiné-Alpen dem Betrachter zum Greifen nah gegenüber: die Barre des Écrins und die Meije erheben sich hier in aller Pracht aus wilden, zerrissenen Gletschern und einem unübersehbaren Gipfelmeer.

## Radsport
| Jahr | Etappe | Kategorie | Fahrer               |
| ---- | ------ | --------- | -------------------- |
| 1947 | 8      | 1         | Fermo Camellini      |
| 1948 | 14     | 2         | Lucien Teisseire     |
| 1952 | 11     | 1         | Fausto Coppi         |
| 1954 | 19     | 1         | Federico Bahamontes  |
| 1955 | 8      | 1         | Charly Gaul          |
| 1957 | 10     | 1         | Marcel Janssens      |
| 1959 | 18     | 2         | Charly Gaul          |
| 1964 | 8      | 1         | Federico Bahamontes  |
| 1966 | 16     | 1         | Julio Jiménez        |
| 1967 | 10     | 1         | Julio Jiménez        |
| 1969 | 10     | 1         | Eddy Merckx          |
| 1972 | 14a    | 1         | Joop Zoetemelk       |
| 1973 | 8      | 1         | Luis Ocaña Pernía    |
| 1974 | 11     | 1         | Vicente López Carril |
| 1979 | 17     | HC        | Lucien Van Impe      |
| 1980 | 17     | HC        | Johan De Muynck      |
| 1984 | 18     | HC        | Pacho Rodríguez      |
| 1986 | 18     | HC        | Luis Herrera         |
| 1987 | 21     | HC        | Pedro Muñoz          |
| 1989 | 17     | HC        | Gert-Jan Theunisse   |
| 1992 | 14     | HC        | Franco Chioccioli    |
| 1993 | 10     | HC        | Tony Rominger        |
| 1998 | 15     | HC        | Marco Pantani        |
| 1999 | 9      | HC        | José Luis Arrieta    |
| 2000 | 15     | HC        | Pascal Hervé         |
| 2002 | 16     | HC        | Santiago Botero      |
| 2003 | 8      | HC        | Stefano Garzelli     |
| 2005 | 11     | HC        | Alexander Winokurow  |
| 2006 | 16     | HC        | Michael Rasmussen    |
| 2007 | 9      | HC        | Mauricio Soler       |
| 2008 | 17     | HC        | Stefan Schumacher    |
| 2011 | 18     | HC        | Andy Schleck         |
| 2011 | 19     | HC        | Andy Schleck         |
| 2017 | 17     | HC        | Primož Roglič        |
| 2019 | 18     | HC        | Nairo Quintana       |
| 2022 | 11     | HC        | Warren Barguil       |
| 2022 | 12     | HC        | Anthony Perez        |
| 2024 | 4      | HC        | Tadej Pogačar        |

### Der Col du Galibier und die Tour de France
Der Col du Galibier gilt zusammen mit dem benachbarten L’Alpe d’Huez, dem Mont Ventoux in der Provence und dem Col du Tourmalet in den Pyrenäen als einer der berühmtesten Anstiege der Tour de France.
Der hochalpine Galibier wurde erstmals bei der Tour de France 1911 und damit schon bei der insgesamt neunten Austragung des berühmten Radrennens ins Programm aufgenommen. In jenem Jahr führte die fünfte Etappe über 366 Kilometer von Chamonix nach Grenoble. Erster auf dem Col du Galibier war der Franzose Émile Georget, der diese Etappe später auch gewann. Der Galibier war der erste Alpenpass in der Geschichte der berühmten Radrundfahrt, vor 1911 wurden größere Anstiege nur in den Vogesen (Ballon d’Alsace, erstmalige Befahrung bei der Tour de France 1905) und in den Pyrenäen (Col du Tourmalet, erstmalige Befahrung bei der Tour de France 1910) absolviert.
Seit der Tour de France 1911 schien der Col du Galibier bis ins Jahr 1948 immer im Programm der Frankreichrundfahrt auf, sofern diese ausgetragen wurde (Ausfall aufgrund der beiden Weltkriege 1915 bis 1918 und 1940 bis 1946). In dieser Zeit stellte der Pass bis ins Jahr 1937 das „Dach der Tour“ dar, ehe er im Folgejahr vom Col de l’Iseran (2770 m) als höchster Punkt der Tour de France entthront wurde. Nach dem Zweiten Weltkrieg verlor der Col du Galibier seine Stellung als Fixpunkt im Programm der Frankreichrundfahrt, wurde jedoch ab dem Jahr 1947 weitere 35-mal befahren. Im Rahmen der Bergwertung bei der Tour de France wird der Galibier seit 1979 stets als Pass Hors Catégorie eingestuft, unabhängig davon, von welcher Seite er befahren wird.
2022 wurde der Col du Galibier auf zwei Etappen der Tour de France überquert. Dabei wurde sowohl die Nordseite (11. Etappe) als auch die Südseite (12. Etappe) befahren. Der Pass war zudem der höchste Punkt der 109. Austragung.
Bei der Tour de France 2011 wurde der Galibier zum hundertjährigen Jubiläum der Erstbefahrung zweimal bezwungen. Auf der 18. Etappe fand eine Bergankunft auf der Passhöhe statt, womit der Col du Galibier der höchste Zielort ist an dem je eine Tour de France Etappe zu Ende ging. Auf der anschließenden 19. Etappe führte die Strecke nicht über die Passhöhe, sondern passierte den Tunnel du Galibier.
Die Tradition verschaffte dem Galibier eine große Bekanntheit in Radsportkreisen und verlockt jährlich tausende Freizeitfahrer, den Pass selbst mit dem Fahrrad zu befahren. Zur Unterstützung dieser Form des Tourismus sind beide Aufstiege in Abständen von einem Kilometer mit speziellen Schildern für Radfahrer ausgestattet. Im Anstieg vom Col du Lautaret fehlt diese Ausschilderung allerdings im Schlussanstieg (Juli 2015). Im Anstieg von Valloire sind zudem in Abständen von ein paar Kilometern Müllcontainer mit einem extra breiten Einwurf und Piktogrammen von Fahrradfahrern direkt neben die Straße gestellt. Diese sollen es Fahrradfahren ermöglichen, ohne anzuhalten die Verpackungen ihrer Power-Snacks zu entsorgen.

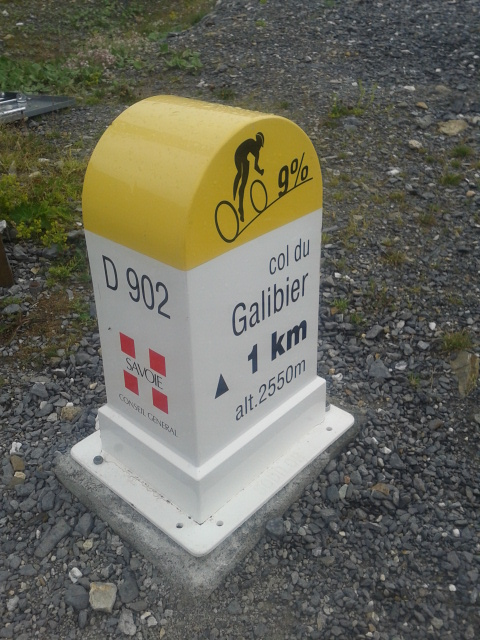
Der letzte spezielle Kilometerstein für Radfahrer im Aufstieg von Valloire

### Giro d’Italia
2013 stand zum ersten Mal in der Geschichte des Giro d’Italia der Galibier im Programm der Italien-Rundfahrt. Die 15. Etappe endete auf dem Galibier. Aufgrund schlechten Wetters musste das Ziel kurzfristig von der Passstraße an das Denkmal an Marco Pantani bei Les Granges du Galibier auf einer Höhe von 2301 Meter verlegt werden. Die um 4,2 Kilometer verkürzte Etappe gewann der Italiener Giovanni Visconti. Der Galibier wurde von Norden aus befahren und im Rahmen der Bergwertung des Giros als Anstieg der 1. Kategorie eingestuft.

### Das Monument zu Ehren Henri Desgranges
Beim Südportal des Scheiteltunnels wurde für Henri Desgrange (1865–1940), den Begründer der Tour de France, ein Gedenkstein in Form einer steinernen Stele errichtet. Ihm zu Ehren wird bei jeder Tour de France zusätzlich zur normalen Bergwertung einmalig das Souvenir Henri Desgrange ausgetragen. Bei dieser Sonderwertung erhält derjenige Fahrer, der zuerst den höchsten angefahrenen Punkt der Tour de France erreicht, eine Sonderprämie von 5000 €. In der Regel ist der Col du Galibier selbst höchster Punkt der Rundfahrt und damit Austragungsort dieser Sonderwertung. Führt der Parcours in einem Jahr ausnahmsweise über einen der drei noch höheren Pässe Col de la Bonette, Col Agnel oder Col de l’Iseran, wird das Souvenir Henri Desgrange entsprechend an einem dieser Pässe ausgefahren.

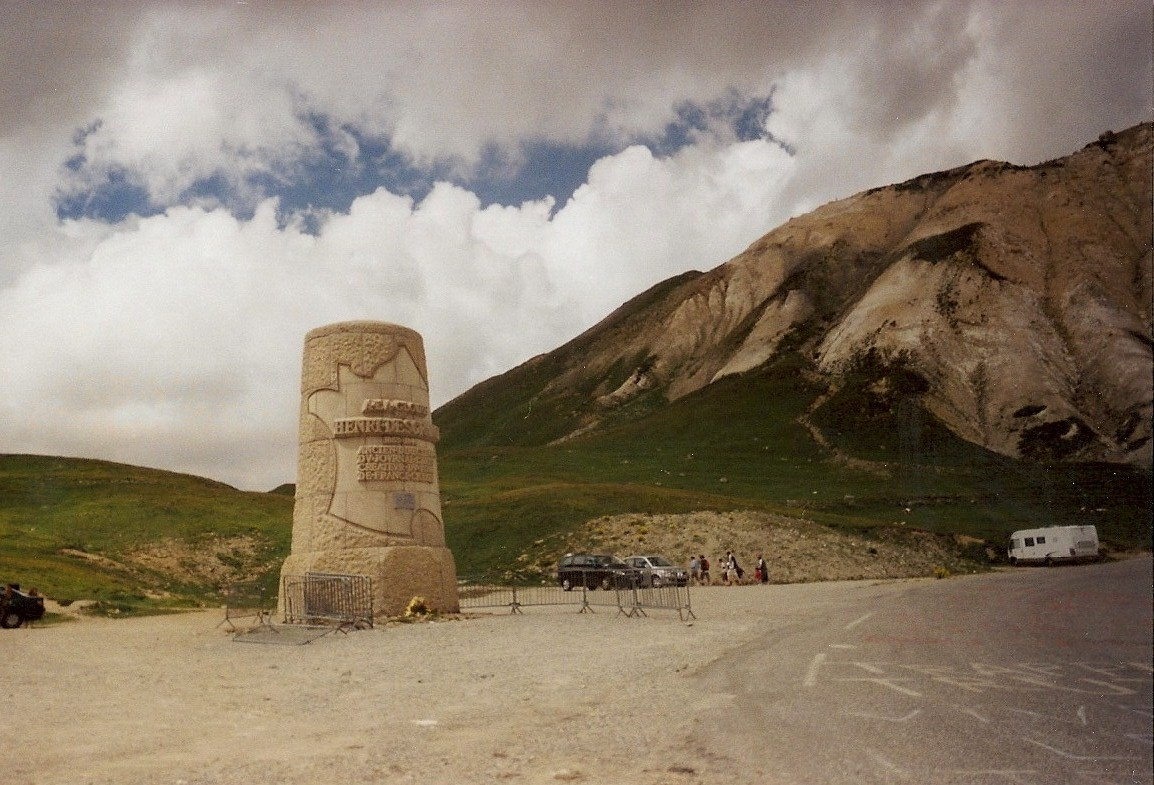
Das Monument
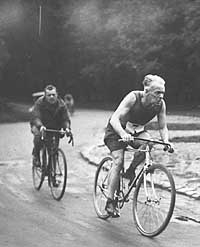
Henri Desgrange (1936)